# ロニー・ブリュワー
ロニー・ブリュワー（Ronnie Brewer、1985年3月20日 - ）は、アメリカ合衆国・オレゴン州ポートランド出身のバスケットボール選手。ポジションはシューティングガード。身長201cm、体重99kg。

## 経歴

### 学生時代
高校はフェイエットビル高校でプレイ。最終学年には26.8得点7.5リバウンドの成績を残し、パレード誌選出のオールアメリカンとアーカンソー州のミスター・バスケットボールに選ばれた。
大学はアーカンソー大学に進学。1年目から先発に抜擢され、2年目には16.2得点2.5スティールの成績でサウスイースタン・カンファレンスのセカンドチームに選出された。3年目には18.4得点2.6スティールの成績でカンファレンスのファーストチームに選出され、チームを5年ぶりのNCAAトーナメント出場に導いた。

### NBA時代
4年生には進学せず、2006年のNBAドラフトにアーリーエントリーし、ユタ・ジャズから1巡目14位指名を受けてNBA入りを果たす。ルーキーシーズンとなった2006-07シーズンはプレシーズンで活躍を見せたものの、出場時間が安定せず、56試合の出場で4.6得点の成績に終わった。しかし長らくジェリー・スローンと対立関係にあった先発SGのゴーダン・ギリチェックがチームを離れた07-08シーズンには先発に昇格し、新戦力として活躍している。
2008年のオールスター週間では、ルーキーチャレンジの2年目選手の代表としてプレーした。
2009年2月28日のサクラメント・キングス戦では自己ベストの26得点、7リバウンド、4スティールの活躍を見せた。
2010年2月18日にドラフト1巡指名権とのトレードで、メンフィス・グリズリーズに移籍した。ハムストリングを負傷したことからブリューワーの出場はわずかなものであった。
グリズリーズからクオリファイング・オファーを提示されず、無制限フリーエージェントとなっていたブリューワーは、同年7月16日、シカゴ・ブルズと契約を結んだ。レギュラー争いでキース・ボーガンスに敗れ、ベンチからの出場となった。ディフェンス能力の優れたブリューワーは平均22分の出場を果たし、これは先発出場のボーガンスより長いものだった。
2011-12シーズンはスティールでNBAのシューティングガード中10位となった。
2012年7月25日、ニューヨーク・ニックスと契約を結んだ。同年9月、膝関節鏡視下手術を行い、復帰に6週間かかることを発表した。
2013年2月21日、オクラホマシティ・サンダーに移籍した。
2013年8月28日、ヒューストン・ロケッツに移籍した。
2014-15シーズンはプレーせず、母校のアーカンソー大学に戻り、無事に大学を卒業。2015年10月31日、NBADLドラフトでサンタクルーズ・ウォリアーズから指名を受け、NBA復帰を目指すことになったが、2016年に引退した。

## プレイスタイル
豊富な運動量を活かしたディフェンスが持ち味で、ギャンブル性の高いパスカットはチームに勢いをもたらすことができる。幼少の頃に右腕に負った怪我が原因でシュートフォームを矯正できず、そのためロングレンジシュートを打つことは稀で、得点の大半はゴール近辺によるものである。結果的にキャリアの平均フィールドゴール成功率はガードの選手としては異例の5割を越えている。

## その他
- 父は元NBA選手のロン・ブリュワー[9]。
- いとこはラッパーのギルティ・シンプソンで、彼の歌の歌詞にはブリューワーの名前が登場する[10]。